# Глиньский, Пётр
Пётр Тадеуш Глиньский (пол. Piotr Tadeusz Gliński; род. 20 апреля 1954, Варшава, Мазовецкое воеводство, Польша) — польский социолог и политик. Бывший министр культуры и национального наследия и вице-премьер.

## Биография
Петр Тадеуш Глиньский родился 20 апреля 1954 года в Варшаве, столице Польши. Учился в Институте экономических наук и социологии при Варшавском университете. В 1978 году получил степень магистра по экономике. Окончил докторантуру на кафедре изучение стиля жизни (пол. Zakładzie Badań nad Stylami Życia) Института философии и социологии Польской академии наук. В 1984 году получил степень доктора философии в гуманитарных науках. Он также был докторантом Института философии и социологии Польской академии наук в 1997 году. В 2008 году получил звание профессора гуманитарных наук. С 1998 года заведующий кафедрой социологии социальных структур при Институте социологии Белостокского университета.
В период с 1970 по 1980-е годы был активистом оппозиционного движения «Солидарность», где среди прочего был членом Комиссии по вмешательству и медиации в Мазовецком воеводстве. В 2010 году тогдашний президент Польши Лех Качинский назначил его членом Национального совета по вопросам развития, а через некоторое время — членом координационной группы этого органа. В 2011 году за «выдающиеся достижения в бизнесе, развитие гражданского общества и социальную работу» тогдашний президент Польши Бронислав Коморовский наградил Глинского Орденом возрождения Польши (офицерский крест). С 2010 года Глиньский сотрудничает с партией «Право и справедливость» (пол. Prawo i Sprawiedliwość). 15 февраля 2014 года стал председателем Совета партии. На парламентских выборах в 2015 году был избран депутатом Сейма 8-го созыва от Лодзинского воеводства. С 2014 года отстаивает идею создания музея памяти Варшавского гетто.
С 16 октября 2015 года по 21 июня 2023 года занимал должность министра культуры Польши.

## Отношение к современному культурному влиянию России
Является одним из критиков гибридного влияния российской культуры на страны Европы. В рамках общеевропейской политики запрета русской культуры в ходе вторжения РФ в Украину 2022 года Глиньский выступил за наиболее жёсткий вывод российского культурного наследия из публичной повестки стран ЕС. По мнению историка Павла Поляна является зеркальным оппонентом Мединского, при этом оба искажают историю Второй мировой войны в угоду личным националистическим интересам.

## Семья
Женат на Ренате Глиньской (урожденная Количка), 1975 года рождения. В браке двое детей: дочь Целинка 2006 года рождения, и сын — 2017 года.

## Награды
- Офицерский крест ордена Возрождения Польши (2011 год).
- Орден князя Ярослава Мудрого V степени (23 августа 2022 года, Украина) — за значительные личные заслуги в укреплении межгосударственного сотрудничества, поддержку государственного суверенитета и территориальной целостности Украины, весомый вклад в популяризацию Украинского государства в мире[10].